# ダミング・ダウン
ダミング・ダウン（英語: dumbing down）とは、教育・文学・映画・ニュース・テレビゲーム・文化などの知的内容を意図的に過度に単純化することである。
この言葉は1933年に生まれたものであり、元は映画の脚本家が使うスラングで、「教育レベルや知能の低い人にアピールするように修正する」という意味だった。対象によって異なるが、ダミング・ダウンは通常は、標準的な言語や学習基準を損なうことで批判的思考を低下させることを含み、大衆文化の場合には学術的基準や文化、意味のある情報を矮小化することを含む。
社会学者のピエール・ブルデューは、1979年の著書『ディスタンクシオン』において、支配階級の文化的慣習が正統な文化として確立されている社会では、その区別によって従属的な中産階級や労働者階級の文化資本が切り捨てられ、彼らの社会的流動性が制限されると提唱した。
2000年に、哲学者・政治家・芸術家・思想家などによるエッセイ集『ダミング・ダウン』がインプリント・アカデミック社から出版された。イヴォ・モズレーが編集を担当し、ジャロン・ラニアー、クレア・フォックス、ラヴィ・シャンカル、ロバート・ブルスタイン、マイケル・オークショット、ロジャー・ディーキン、ピーター・ランドール・ペイジらのエッセイが収録されている。

## 教育
20世紀後半、イギリスでは大学に進学する若者の割合が急増し、それまで大学進学には学力が足りないと思われていた多くの若者が大学に進学するようになった。2003年、イギリスの大学担当大臣マーガレット・ホッジは、大学が「市場のニーズ」に応えるために課程をダミング・ダウンしたしたことの弊害であるとし、「ミッキーマウス学位」と呼んで批判した。このような学位は、「内容がおそらく期待されるほど知的に厳密ではなく、学位自体が労働市場で大きな意味を持たない」分野の研究に対して授与されるものであり、従って、学生が「ミッキーマウス課程で単に数字を積み上げただけ」で取得したような、知的内容の薄い大学の学位は社会では受け入れられない。
ジョン・テイラー・ガットは1991年の著書『バカをつくる学校』(Dumbing Us Down)の中で、1990年にニューヨーク市の年間最優秀教師賞を受賞した際のスピーチ"The Psychopathic School"や、1991年にニューヨーク州の年間最優秀教師に選ばれた際のスピーチ"The Seven-Lesson Schoolteacher"などのスピーチやエッセイを発表している。ガットは、自分は英語や文学の教師として採用されたが、次第に社会工学的なプロジェクトの一環として採用されたのだと考えるようになったと書いている。学校教育の基礎となる「7つの教訓」は、明確に示されてはいないが、「自分の価値は外部からの評価にかかっている」ということを生徒に教えることが含まれている。すなわち、自分の価値は外部の評価に依存していること、常にランク付けされ、監視されていること、プライバシーや孤独の機会がないこと、などである。ガットは次のように書いている。
教育の7つの教訓を検討した結果、ガットは「これらの教訓は全て、永久的な下層階級、つまり自分の特別な才能を見つけることを永遠に奪われた人々のための素養である」と結論づけ、「学校は12年間の監獄であり、悪い習慣だけが真に学べるカリキュラムである。私は学校で教えていて、それで賞をもらっている。私にはわかるはずだ」と述べた。

## マスメディア
フランスでは、ミシェル・ウエルベックが「『タイム』誌が最近（2008年）厳しくも公正に指摘したように、（自分を除いて）フランスの文化と知性が衝撃的に衰退している」と書いている。

## 大衆文化において
2005年のSF映画『26世紀青年』(Idiocracy)では、500年後の未来のアメリカを大幅にダミング・ダウンされた社会として描いている。この社会では、言語や教育の低下に加えて、知能の低い人が高い人よりも早く繁殖する遺伝子異常が発生し、意図せずして低位文化と実利主義が実現している。同様のコンセプトは、それ以前の作品にも登場している。例えば、C・M・コーンブルースの1951年のSF短編小説"The Marching Morons"は、低知能者が支配する未来に現れた現代人を主人公としている。また、オルダス・ハクスリーの1931年の小説『すばらしい新世界』では、政治的安定や社会秩序を維持するために、社会が機能するためには必要のない複雑な概念を排除して、ユートピア社会を意図的にダミング・ダウンさせる方法が論じられている。社会秩序を維持するためにダミング・ダウンを行うより悪質な方法は、『マトリックス』や『1984年』、そして多くのディストピア映画でも描かれている。
社会評論家のポール・ファッセルは、1983年のノンフィクション"Class: A Guide Through the American Status System"や1991年の"BAD: or, The Dumbing of America"の中でこれらのテーマに触れている。